# آق‌تپه (شاهین‌دژ)
آق‌تپه نام روستایی از دهستان محمودآباد بخش مرکزی، شهرستان شاهین‌دژ، استان آذربایجان غربی است و در ۱ کیلومتری غرب شاهین دژ قرار دارد. جمعیت این روستا در سال ۱۳۸۵، برابر با ۸۴۱ نفر و ۱۸۲ خانوار بوده‌است.